# Седерхамн
Седерхамн (швед. Söderhamn) град је у Шведској, у средишњем делу државе. Град је у оквиру Јевлеборшког округа, где је један од најзначајнијих и највећих градова. Седерхамн је истовремено и седиште истоимене општине.

## Природни услови
Седерхамн се налази у средишњем делу Шведске и Скандинавског полуострва. Од главног града државе, Стокхолма, град је удаљен 250 км северно.
Седерхамн се развио у области Хелсинг у оквиру историјске покрајине Норланд („Северна земља“). Град се образовао на месту у омањем заливу већег Ботнијског залива Балтичког мора. Дато место је било добра „природна лука“. Подручје града је равничарско до бреговито, а надморска висина се креће 0-30 м.

## Историја
Град Седерхамн је основан 1685—1692. у циљу насељавања готово пустог дела севера краљевине. Следећа два века град је мали и везан за рибарство и месну трговину и занатство. Најважнији догађаји током овог раздобља су били пожари.
Седерхамн доживљава препород у половином 19. века са проласком железнице и доласком индустрије. 1895. године у част доласка краља подигнута је кула Оскарборг, која је данас симбол града. Ово благостање траје и дан-данас.

## Становништво
Град Седерхамн је данас град средње величине за шведске услове. Град има око 12.000 становника (податак из 2010. г.), а градско подручје, тј. истоимена општина има око 25.000 становника (податак из 2010. г.). Последњих деценија број становника у граду опада.
До средине 20. века Седерхамн су насељавали искључиво етнички Швеђани. Међутим, са јачањем усељавања у Шведску, становништво града је постало шароликије, али опет мање него у случају других већих градова у држави.

## Привреда
Данас је Седерхамн савремени индустријски град са посебно развијеном индустријом. Последње две деценије посебно се развијају трговина, услуге и туризам.

## Збирка слика
- Предеоко града
- Главна градска црква
- Седерхамн крајем 19. века